# Milionerzy (film 1999)
Milionerzy (niem. Hot Dogs: Wau - wir sind reich!, ang. Millionaire Dogs) – niemiecko-amerykański film animowany z 1999 roku w reżyserii Michaela Schoemanna.

## Obsada (głosy)
- Michael Chevalier jako Sherman
- Thomas Danneberg jako J.D.
- Nina Hagen jako Emmo
- Hans Hohlbein jako Chuffie
- Katharina Koschny jako Bella
- Lutz Mackensy jako Ronnie
- Philine Peters-Arnolds jako Hannie
- Bettina Schön jako Miss Lilly
- Magdalena Turba jako Velvet

## Wersja polska
w Polsce film został wydany na VHS. Dystrybucja: Monolith Films.